# لبه‌دم‌سفید زیردم‌حنایی
لبه‌دم‌سفید زیردم‌حنایی (به لاتین: Urosticte ruficrissa) گونه‌ای مرغ مگس در تبار خورشیدرخشان‌تباران (Heliantheini) در زیرتیرهٔ خورشیدیان (Lesbiinae) است. این گونه در کلمبیا، اکوادور و پرو یافت می‌شود.
این گونه معمولاً ساکن است اما پس از جفت‌گیری به صورت محلی به ارتفاعات بالاتر نقل مکان می‌کند.